# کالج پزشکی بانگاباندو
کالج پزشکی بانگاباندو یک کالج پزشکی دولتی در بنگلادش است. این کالج در ناحیه سونامگانج از بخش سیله، در کنار جاده سونامگانج - سیلت و قسمت شرقی رودخانه سورما واقع شده است.
این کالج دوره آموزشی پنج ساله پزشکی ارائه می‌دهد که منجر به دریافت مدرک کارشناسی پزشکی و جراحی می‌شود.